# Monica Peterson
Monica Kwan-Peterson (Victoria, 15 gennaio 1984) è una schermitrice canadese.

## Palmarès
In carriera ha conseguito i seguenti risultati:
- Giochi Panamericani:

Rio de Janeiro 2007: argento nel fioretto a squadre e bronzo individuale.
Guadalajara 2011: argento nel fioretto a squadre e bronzo individuale.